# Deltistes luxatus
Deltistes luxatus es una especie de peces de la familia Catostomidae en el orden de los Cypriniformes.

## Morfología
• Los machos pueden llegar alcanzar los 86 cm de longitud total.

## Hábitat
Es un pez de agua dulce y de clima templado.

## Distribución geográfica
Se encuentran en Norteamérica: río Lost, en una pequeña cuenca endorreica próxima a la cuenca del río Klamath (Oregón y California, Estados Unidos).